# 龙与地下城Online
龙与地下城Online（英文：Dungeons & Dragons Online: Stormreach，缩写：DDO）是一款基于龙与地下城规则3.5版的一个大型多人在线角色扮演游戏。游戏由美国Turbine公司开发，在与现在掌握龙与地下城版权的威世智经过约两年的合作后推出，游戏于2006年2月28日开始运行，由雅达利发行。在中国大陆，游戏由盛大代理，于2006年6月28日及7月28日分别开始第一及第二次内部测试，并于2006年8月28日开始进行公开测试。游戏于2006年10月10日荣获英国电影和电视艺术学院（BAFTA）最佳多人游戏奖。

## 游戏世界设定
龙与地下城Online基于龙与地下城规则3.5版，并稍做改动，游戏场景设定于艾伯伦世界（Eberron）的泽恩德瑞克大陆（Xen'drik ）北部的风暴湾附近。目前游戏开放的地图主要包括冒险者渡口（即俗称的新手岛），海港区，市场区及菲奥兰家族（House Phiarlan）、德尼斯家族（House Deneith）、乔拉斯科家族（House Jorasco）和昆达拉克家族（House Kundarak）四个龙纹家族。此外，还有一些任务发生在上述地区附近的岛屿或海湾等，如三桶湾、哀暮岛、陨梦岛等。
目前龙与地下城Online开放有6個種族、9種職業和6個陣營可供選擇
种族：
- 人类
- 精灵
- 半身人
- 矮人
- 机关人
- 卓尔

职业：
- 野蠻人
- 戰士
- 聖騎士
- 遊俠
- 牧師
- 盜賊
- 法師
- 術士
- 吟遊詩人

阵营(未開放邪惡陣營)：
- 守序善良
- 中立善良
- 混乱善良
- 守序中立
- 绝对中立
- 混乱中立

游戏尚未开放领域、动物伙伴、晋阶职业等设定，技能种类的开放也有限。

## 玩法
龙与地下城Online是一款具有明显动作要素的MMORPG，因此原来在桌面上由玩家自己掷骰子改为了电脑自动投骰子来决定行动的效果，并且默认在游戏画面的右下角及战斗记录中显示结果。而地下城主的职责则是游戏预设，在适当的情况下以文字或语音的形式加以提示。在德里拉墓系列任务中，地下城主由龙与地下城的创始人加里·吉盖克斯（Gary Gygax）配音。
龙与地下城Online与很多常见的MMORPG相同，靠获得经验值来提升角色等级，但获得经验值的主要方式是完成副本任务，只有极少数的情况下可以靠打败怪物获得微量经验值。游戏注重团队合作，绝大多数任务都能组队进行，一个小队最多可以有六名成员，而个别大型任务副本则可以团队形式（raid）进行，一个团队人数上限为十二。
游戏除了可以靠文字交流，还内置语音交流系统，在一个小队或者团队中，成员可以用语言交流。
游戏者可以从不同的非玩家角色（NPC）接受任务，大多数任务分为单人、正常、困难及精英四个难度，个别任务只能单人进行或者只能以队伍形式进行。

## 游戏中提及的神祇、宗教、团体
游戏中提及的各种神祇、宗教、团体等均来自于艾伯伦世界的设定。
- 银焰教会
- 天命诸神
- 黑暗六邪神
- 沃尔血族

此外，来自邪恶位面佐瑞艾特及地下世界的黄泉巨龙信徒也在不断侵扰风暴湾。

## 中国的运营
2008年7月16日盛大宣布，由于中国运营版权使用到期，将于2008年7月31日关闭所有游戏服务器，正式停止《龙与地下城》在中国的运营。 （页面存档备份，存于）

## 相關条目
- 支持DirectX 10游戏列表